# Prezidentské primárky Republikánské strany 2024
Prezidentské primárky Republikánské strany v roce 2024 se konaly 15. ledna až 4. června 2024 v 48 státech, v District of Columbia a pěti teritoriích. V těchto volbách byla vybrána většina z 2 429 delegátů, kteří byli vysláni na Národní sjezd Republikánské strany. Strana nominovala bývalého prezidenta Donalda Trumpa, který byl teda stranou nominován už třikrát po sobě.
V roce 2023 se objevilo plno různých kandidátů, včetně guvernéra Floridy Ron DeSantise, bývalá velvyslankyně USA při OSN Nikki Haleyová, výkonný ředitel pro správu majetku Vivek Ramaswamy a bývalý prezident Donald Trump. Trump si od roku 2020 udržuje konzistentní náskok v průzkumech o republikánských primárkách. Co se týče kandidátů mimo Trumpa, DeSantis byl v průzkumech na 2. místě a těsně prohrával nad Trumpem, avšak postupem roku jeho preference klesaly. Ramaswamy měl dost procent v půlce roku 2023, avšak rovněž postupně klesly. Haleyové se začaly zvedat procenta primárně na konci roku 2023, avšak k Trumpovo číslům se nepřiblížila. Primárky Republikánů byly kvůli Trumpově trvalému vedení v průzkumech označovány za „závod o druhé místo“.
15. ledna se konaly první primárky (zde konkrétně caucusy) v Iowě. Zde Trump dostal prostou většinu platných hlasů a skončil na 1. místě, DeSantis porazil Haleyovou v boji o druhé místo, Ramaswamy skončil čtvrtý a Asa Hutchinson šestý. Následkem iowských caucusech odstoupil DeSantis a Ramaswamy, kteří podpořili Trumpa a Hutchinson, který podpořil Haleyovou, čímž se Trump a Hayelová stali jedinými hlavními kandidáty, kteří zůstali. Po skončení superúterý Haleyová 6. března odstoupila z kampaně, protože Haleyová za celou dobu vyhrála pouze ve Vermontu a Washingtonu D. C.
15. července 2024 na Národním sjezdu Republikánské strany v Milwaukee se oficiálními nominanty Republikánske strany stali Donald Trump (jako kandidát na prezidenta) a senátor za Ohio J. D. Vance (jako kandidát na viceprezidenta).

## Vyřazení Trumpa z primárek pro nezpůsobilost k funkci prezidenta

### Soudní rozhodnutí ve státě Colorado
Nejvyšší soud státu Colorado v prosinci 2023 rozhodl, že Donald Trump není způsobilý vykonávat funkci prezidenta USA a diskvalifikoval ho z hlasování v prezidentských primárkách v tomto státě. Soud rozhodl s odvoláním na 14. dodatek americké ústavy (Zaručení práv a výhod občanství) kvůli Trumpově podílu na násilnostech v sídle Kongresu 6. ledna 2021. Jako veřejný činitel, který přísahal věrnost ústavě, se dle soudu zapojil do vzpoury. 14. dodatek zakazuje zastávání „jakékoli funkce, civilní nebo vojenské“ komukoli, kdo dříve odpřisáhl věrnost ústavě a následně se dopustil „povstání nebo vzpoury proti témuž, nebo poskytl pomoc a útěchu nepřátelům“ ústavy. Trumpův volební štáb se proti diskvalifikaci odvolal k nejvyššímu soudu USA, který 4. března 2024 rozhodl o připuštění Trumpa k primárním volbám z důvodu, že státní soud nemůže omezit právo být volen do federálního úřadu. Soud však nerozhodoval o tom, zda 14. dodatek platí i pro prezidenta USA, ani o tom, zda se Trump zapojil do vzpoury.

### Rozhodnutí státní tajemnice Maine
Koncem prosince 2023 státní tajemnice Maine Shenna Bellowsová diskvalifikovala Trumpa z hlasování v prezidentských primárkách v tomto státě s odvoláním na 14. dodatek americké ústavy. Bellowsová dospěla k závěru, že Trump podněcoval vzpouru, když šířil nepravdivá tvrzení o podvodech na voličích v prezidentských volbách v roce 2020 a poté vyzval své příznivce, aby pochodovali na Kapitol a zabránili zákonodárcům v potvrzení hlasování, což vedlo k útoku z 6. ledna 2021. Proti rozhodnutí se lze odvolat u mainského soudu, což Trumpův volební tým oznámil, že učiní.

### Soudní rozhodnutí ve státě Illinois
Okresní soud v Chicagu, hlavním městě státu Illinois, rozhodl v únoru 2024 o vyloučení Donalda Trumpa z republikánských primárek, které by v Illinois měly proběhnout 15. března 2024. Důvodem byly události z 6. ledna 2021, které soud považuje za vzpouru. Trump se proti rozsudku odvolal.

## Výsledky
| Kandidát | Kandidát        | Hlasy      | %     | Delegáti  | Delegáti |
| Kandidát | Kandidát        | Hlasy      | %     | Počet     | %        |
| -------- | --------------- | ---------- | ----- | --------- | -------- |
|          | Donald Trump    | 17 015 756 | 76,42 | 2268/2377 | 95,4     |
|          | Nikki Haleyová  | 4 381 799  | 19,68 | 97/2377   | 4,1      |
|          | Ron DeSantis    | 353 615    | 1,59  | 9/2377    | 0,4      |
|          | Chris Christie  | 139 541    | 0,63  | 0/2377    | 0        |
|          | Vivek Ramaswamy | 96 954     | 0,44  | 3/2377    | 0,1      |
|          | Asa Hutchinson  | 22 044     | 0,10  | 0/2377    | 0        |
|          | Perry Johnson   | 4 051      | 0,02  | 0/2377    | 0        |
|          | Tim Scott       | 1 598      | 0,01  | 0/2377    | 0        |
|          | Doug Burgum     | 502        | 0,00  | 0/2377    | 0        |
|          | Mike Pence      | 404        | 0,00  | 0/2377    | 0        |
|          | Ostatní         | 93 796     | 0,42  | 0/2377    | 0        |
|          | Nezávazné hlasy | 154 815    | 0,70  | 0/2377    | 0        |
| Celkem   | Celkem          | 22 264 875 | 100   | 2377/2377 | 100      |

### Výsledky podle států

#### Hlasy od voličů
| Kandidát odstoupil     | Kandidát odstoupil        | Kandidát odstoupil | Kandidát odstoupil | Kandidát odstoupil | Kandidát odstoupil | Kandidát odstoupil | Kandidát odstoupil | Kandidát odstoupil | Kandidát odstoupil | Kandidát odstoupil | Kandidát odstoupil | Kandidát odstoupil | Kandidát odstoupil | Kandidát odstoupil | Kandidát odstoupil | Kandidát odstoupil       |     |     |  |
| Datum konání           | Stát                      | Donald Trump       | Donald Trump       | Nikki Haleyová     | Nikki Haleyová     | Ryan Binkley       | Ryan Binkley       | Ron DeSantis       | Ron DeSantis       | Vivek Ramaswamy    | Vivek Ramaswamy    | Asa Hutchinson     | Asa Hutchinson     | Ostatní            | Ostatní            | Mapa výsledků v okresech |     |     |  |
| Datum konání           | Stát                      | Hlasy              | %                  | Hlasy              | %                  | Hlasy              | %                  | Hlasy              | %                  | Hlasy              | %                  | Hlasy              | %                  | Hlasy              | %                  | Mapa výsledků v okresech |     |     |  |
| ---------------------- | ------------------------- | ------------------ | ------------------ | ------------------ | ------------------ | ------------------ | ------------------ | ------------------ | ------------------ | ------------------ | ------------------ | ------------------ | ------------------ | ------------------ | ------------------ | ------------------------ | --- | --- |  |
| Datum konání           | Stát                      | 15. ledna          | Iowa               | 56 243             | 51,0               | 21 027             | 19,1               | 768                | 0,7                | 23 491             | 21,3               | 8 430              | 7,6                | 188                | 0,2                | Mapa výsledků v okresech | 125 | 0,1 |  |
| 23. ledna              | New Hampshire             | 176 391            | 54,3               | 140 491            | 43,3               | 315                | 0,1                | 2 241              | 0,7                | 833                | 0,3                | 108                | 0,1                | 4 196              | 1,3                |                          |     |     |  |
| 6. února               | Nevada (primárky)         | nebyl na lístku    | nebyl na lístku    | 24 583             | 30,6               | nebyl na lístku    | nebyl na lístku    | nebyli na lístku   | nebyli na lístku   | nebyli na lístku   | nebyli na lístku   | nebyli na lístku   | nebyli na lístku   | 55 666             | 69,4               |                          |     |     |  |
| 8. února               | Nevada (caucusy)          | 59 982             | 99,1               | nebyla na lístku   | nebyla na lístku   | 540                | 0,9                | nebyli na lístku   | nebyli na lístku   | nebyli na lístku   | nebyli na lístku   | nebyli na lístku   | nebyli na lístku   | nebyli na lístku   | nebyli na lístku   |                          |     |     |  |
| 8. února               | Americké Panenské ostrovy | První kolo         | První kolo         | První kolo         | První kolo         | První kolo         | První kolo         | První kolo         | První kolo         | První kolo         | První kolo         | První kolo         | První kolo         | První kolo         | První kolo         | –                        |     |     |  |
| 8. února               | Americké Panenské ostrovy | 180                | 69,5               | 52                 | 20,1               | nebyl na lístku    | nebyl na lístku    | 15                 | 5,8                | 3                  | 1,2                | nebyl na lístku    | nebyl na lístku    | 9                  | 3,5                | –                        |     |     |  |
| 8. února               | Americké Panenské ostrovy | Finální kolo       |                    |                    |                    |                    |                    |                    |                    |                    |                    |                    |                    |                    |                    | –                        |     |     |  |
| 8. února               | Americké Panenské ostrovy | 187                | 74,2               | 65                 | 25,8               | nebyl na lístku    | nebyl na lístku    | eliminováni        | eliminováni        | eliminováni        | eliminováni        | nebyl na lístku    | nebyl na lístku    | eliminováni        | eliminováni        | –                        |     |     |  |
| 24. února              | Jižní Karolína            | 452 496            | 59,8               | 299 084            | 39,5               | 528                | 0,1                | 2 953              | 0,4                | 726                | 0,1                | nebyl na lístku    | nebyl na lístku    | 1 019              | 0,1                |                          |     |     |  |
| 27. února              | Michigan (primárky)       | 761 163            | 68,1               | 297 124            | 26,6               | 2 348              | 0,2                | 13 456             | 1,2                | 3 702              | 0,3                | 1 077              | 0,1                | 38 443             | 3,4                |                          |     |     |  |
| 2. března              | Michigan (caucusy)        | 1 575              | 97,8               | 36                 | 2,2                | nebyli na lístku   | nebyli na lístku   | nebyli na lístku   | nebyli na lístku   | nebyli na lístku   | nebyli na lístku   | nebyli na lístku   | nebyli na lístku   | nebyli na lístku   | nebyli na lístku   | –                        |     |     |  |
| 2. března              | Idaho                     | 33 603             | 84,9               | 5 221              | 13,2               | 40                 | 0,1                | 534                | 1,3                | 95                 | 0,2                | nebyl na lístku    | nebyl na lístku    | 91                 | 0,2                |                          |     |     |  |
| 2. března              | Missouri                  | neznámo            | neznámo            | neznámo            | neznámo            | nebyli na lístku   | nebyli na lístku   | nebyli na lístku   | nebyli na lístku   | nebyli na lístku   | nebyli na lístku   | nebyli na lístku   | nebyli na lístku   | neznámo            | neznámo            |                          |     |     |  |
| 1. až 3. března        | D.C.                      | 676                | 33,3               | 1 274              | 62,8               | 1                  | 0,00               | 38                 | 1,9                | 15                 | 0,7                | nebyl na lístku    | nebyl na lístku    | 26                 | 1,3                | –                        |     |     |  |
| 4. března              | Severní Dakota            | 1 632              | 84,4               | 273                | 14,1               | 9                  | 0,5                | nebyli na lístku   | nebyli na lístku   | nebyli na lístku   | nebyli na lístku   | nebyli na lístku   | nebyli na lístku   | 19                 | 1,0                |                          |     |     |  |
| 5. března (Superúterý) | Alabama                   | 499 147            | 83,2               | 77 989             | 13,0               | 509                | 0,1                | 8 452              | 1,4                | 1 864              | 0,3                | nebyl na lístku    | nebyl na lístku    | 12 001             | 2,0                |                          |     |     |  |
| 5. března (Superúterý) | Aljaška                   | 9 243              | 87,6               | 1 266              | 12,0               | nebyli na lístku   | nebyli na lístku   | nebyli na lístku   | nebyli na lístku   | 45                 | 0,4                | nebyl na lístku    | nebyl na lístku    | nebyli na lístku   | nebyli na lístku   |                          |     |     |  |
| 5. března (Superúterý) | Arkansas                  | 204 898            | 76,9               | 49 085             | 18,4               | 183                | 0,1                | 3 162              | 1,2                | 860                | 0,3                | 7 377              | 2,8                | 908                | 0,3                |                          |     |     |  |
| 5. března (Superúterý) | Colorado                  | 555 863            | 63,5               | 291 615            | 33,3               | 2 220              | 0,3                | 12 672             | 1,4                | 5 113              | 0,6                | 1 269              | 0,1                | 7 188              | 0,8                |                          |     |     |  |
| 5. března (Superúterý) | Kalifornie                | 1 962 905          | 79,3               | 431 876            | 17,4               | 3 577              | 0,1                | 35 717             | 1,4                | 11 113             | 0,5                | 3 336              | 0,1                | 28 372             | 1,1                |                          |     |     |  |
| 5. března (Superúterý) | Maine                     | 79 034             | 71,9               | 27 912             | 25,4               | 299                | 0,3                | 1 191              | 1,1                | 440                | 0,4                | nebyl na lístku    | nebyl na lístku    | 1 022              | 0,9                |                          |     |     |  |
| 5. března (Superúterý) | Massachusetts             | 343 189            | 59,8               | 211 440            | 36,8               | 619                | 0,1                | 3 981              | 0,7                | 1 738              | 0,3                | 527                | 0,1                | 14 756             | 2,6                |                          |     |     |  |
| 5. března (Superúterý) | Minnesota                 | 232 846            | 69,1               | 97 182             | 28,8               | nebyl na lístku    | nebyl na lístku    | 4 085              | 1,2                | 1 470              | 0,4                | nebyl na lístku    | nebyl na lístku    | 1 431              | 0,4                |                          |     |     |  |
| 5. března (Superúterý) | Oklahoma                  | 254 928            | 81,8               | 49 406             | 15,9               | 303                | 0,1                | 3 946              | 1,3                | 1 022              | 0,3                | 431                | 0,1                | 1 492              | 0,5                |                          |     |     |  |
| 5. března (Superúterý) | Severní Karolína          | 793 978            | 73,8               | 250 838            | 23,3               | 916                | 0,1                | 14 740             | 1,4                | 3 418              | 0,3                | 727                | 0,1                | 10 614             | 1,0                |                          |     |     |  |
| 5. března (Superúterý) | Tennessee                 | 446 850            | 77,3               | 112 958            | 19,5               | 722                | 0,1                | 7 947              | 1,4                | 1 714              | 0,3                | 533                | 0,1                | 7 119              | 1,2                |                          |     |     |  |
| 5. března (Superúterý) | Texas                     | 1 808 269          | 77,8               | 405 472            | 17,5               | 2 585              | 0,1                | 36 302             | 1,6                | 10 582             | 0,5                | 2 964              | 0,1                | 56 845             | 2,4                |                          |     |     |  |
| 5. března (Superúterý) | Utah                      | 48 350             | 56,4               | 36 621             | 42,7               | 826                | 1,0                | 0                  | 0                  | 0                  | 0                  | 0                  | 0                  | nebyli na lístku   | nebyli na lístku   |                          |     |     |  |
| 5. března (Superúterý) | Vermont                   | 33 162             | 45,1               | 36 241             | 49,3               | 278                | 0,4                | 949                | 1,3                | 546                | 0,7                | nebyl na lístku    | nebyl na lístku    | 2 311              | 3,2                |                          |     |     |  |
| 5. března (Superúterý) | Virginie                  | 440 416            | 63,0               | 244 586            | 35,0               | 853                | 0,1                | 7 494              | 1,1                | 2 503              | 0,4                | nebyl na lístku    | nebyl na lístku    | 3 384              | 0,5                |                          |     |     |  |
| 8. března              | Americká Samoa            | 110                | 100                | 0                  | 0                  | nebyli na lístku   | nebyli na lístku   | nebyli na lístku   | nebyli na lístku   | 0                  | 0                  | 0                  | 0                  | 0                  | 0                  | –                        |     |     |  |
| 12. března             | Georgie                   | 497 594            | 84,5               | 77 902             | 13,2               | 377                | 0,1                | 7 457              | 1,3                | 1 244              | 0,2                | 383                | 0,1                | 3 990              | 0,7                |                          |     |     |  |
| 12. března             | Havaj                     | 4 348              | 97,1               | 68                 | 1,5                | 2                  | 0,1                | 25                 | 0,6                | 26                 | 0,6                | nebyl na lístku    | nebyl na lístku    | 10                 | 0,2                |                          |     |     |  |
| 12. března             | Mississippi               | 229 198            | 92,5               | 13 437             | 5,4                | nebyl na lístku    | nebyl na lístku    | 4 042              | 1,6                | 1 096              | 0,4                | nebyl na lístku    | nebyl na lístku    | nebyli na lístku   | nebyli na lístku   |                          |     |     |  |
| 12. března             | Washington                | 601 070            | 76,4               | 151 485            | 19,3               | nebyl na lístku    | nebyl na lístku    | 17 870             | 2,3                | 7 318              | 0,9                | nebyl na lístku    | nebyl na lístku    | 8 702              | 1,1                |                          |     |     |  |
| 15. března             | Severní Mariany           | 319                | 90,1               | 35                 | 9,9                | nebyli na lístku   | nebyli na lístku   | nebyli na lístku   | nebyli na lístku   | nebyli na lístku   | nebyli na lístku   | nebyli na lístku   | nebyli na lístku   | nebyli na lístku   | nebyli na lístku   | –                        |     |     |  |
| 16. března             | Guam                      | 178                | 100                | 0                  | 0                  | nebyli na lístku   | nebyli na lístku   | nebyli na lístku   | nebyli na lístku   | nebyli na lístku   | nebyli na lístku   | nebyli na lístku   | nebyli na lístku   | 0                  | 0                  | –                        |     |     |  |
| 19. března             | Arizona                   | 492 299            | 78,8               | 110 966            | 17,8               | 891                | 0,1                | 10 131             | 1,6                | 2 479              | 0,4                | 714                | 0,1                | 6 908              | 1,1                |                          |     |     |  |
| 19. března             | Florida                   | 911 424            | 81,2               | 155 560            | 13,9               | 1 385              | 0,1                | 41 269             | 3,7                | 2 850              | 0,3                | 1 190              | 0,1                | 8 953              | 0,8                |                          |     |     |  |
| 19. března             | Illinois                  | 479 556            | 80,5               | 86 278             | 14,5               | 3 114              | 0,5                | 16 990             | 2,9                | nebyli na lístku   | nebyli na lístku   | nebyli na lístku   | nebyli na lístku   | 9 758              | 1,6                |                          |     |     |  |
| 19. března             | Kansas                    | 72 115             | 75,5               | 15 339             | 16,1               | 508                | 0,5                | 2 543              | 2,7                | nebyli na lístku   | nebyli na lístku   | nebyli na lístku   | nebyli na lístku   | 4 982              | 5,2                |                          |     |     |  |
| 19. března             | Ohio                      | 896 059            | 79,2               | 162 563            | 14,4               | nebyl na lístku    | nebyl na lístku    | 38 089             | 3,4                | 14 450             | 1,3                | nebyl na lístku    | nebyl na lístku    | 20 027             | 1,8                |                          |     |     |  |
| 23. března             | Louisiana                 | 172 503            | 89,8               | 13 123             | 6,8                | 580                | 0,3                | 3 022              | 1,6                | 595                | 0,3                | 519                | 0,3                | 1 826              | 1,0                |                          |     |     |  |
| 2. dubna               | Connecticut               | 34 750             | 77,9               | 6 229              | 14,0               | 184                | 0,4                | 1 289              | 2,9                | nebyli na lístku   | nebyli na lístku   | nebyli na lístku   | nebyli na lístku   | 2 166              | 4,8                |                          |     |     |  |
| 2. dubna               | New York                  | 132 698            | 81,2               | 21 145             | 12,9               | nebyli na lístku   | nebyli na lístku   | nebyli na lístku   | nebyli na lístku   | 1 667              | 1,0                | nebyl na lístku    | nebyl na lístku    | 7 990              | 4,9                |                          |     |     |  |
| 2. dubna               | Rhode Island              | 10 898             | 84,5               | 1 371              | 10,6               | nebyl na lístku    | nebyl na lístku    | 178                | 1,4                | 40                 | 0,3                | nebyl na lístku    | nebyl na lístku    | 411                | 3,2                |                          |     |     |  |
| 2. dubna               | Wisconsin                 | 477 103            | 79,2               | 76 841             | 12,8               | nebyl na lístku    | nebyl na lístku    | 20 124             | 3,3                | 5 200              | 0,9                | nebyl na lístku    | nebyl na lístku    | 22 828             | 3,8                |                          |     |     |  |
| 18. až 20. dubna       | Wyoming                   | neznámo            | 100                | nebyli na lístku   | nebyli na lístku   | nebyli na lístku   | nebyli na lístku   | nebyli na lístku   | nebyli na lístku   | nebyli na lístku   | nebyli na lístku   | nebyli na lístku   | nebyli na lístku   | nebyli na lístku   | nebyli na lístku   | –                        |     |     |  |
| 21. dubna              | Portoriko                 | 992                | 96,2               | nebyli na lístku   | nebyli na lístku   | nebyli na lístku   | nebyli na lístku   | nebyli na lístku   | nebyli na lístku   | nebyli na lístku   | nebyli na lístku   | nebyli na lístku   | nebyli na lístku   | 39                 | 3,8                | –                        |     |     |  |
| 23. dubna              | Pensylvánie               | 790 662            | 82,8               | 157 222            | 16,5               | nebyli na lístku   | nebyli na lístku   | nebyli na lístku   | nebyli na lístku   | nebyli na lístku   | nebyli na lístku   | nebyli na lístku   | nebyli na lístku   | 6 677              | 0,7                |                          |     |     |  |
| 7. května              | Indiana                   | 464 399            | 78,3               | 128 812            | 21,7               | nebyli na lístku   | nebyli na lístku   | nebyli na lístku   | nebyli na lístku   | nebyli na lístku   | nebyli na lístku   | nebyli na lístku   | nebyli na lístku   | nebyli na lístku   | nebyli na lístku   |                          |     |     |  |
| 14. května             | Maryland                  | 220 493            | 77,3               | 64 592             | 22,7               | nebyli na lístku   | nebyli na lístku   | nebyli na lístku   | nebyli na lístku   | nebyli na lístku   | nebyli na lístku   | nebyli na lístku   | nebyli na lístku   | nebyli na lístku   | nebyli na lístku   |                          |     |     |  |
| 14. května             | Nebraska                  | 167 864            | 79,9               | 38 257             | 18,2               | nebyli na lístku   | nebyli na lístku   | nebyli na lístku   | nebyli na lístku   | nebyli na lístku   | nebyli na lístku   | nebyli na lístku   | nebyli na lístku   | 3 907              | 1,9                |                          |     |     |  |
| 14. května             | Západní Virginie          | 199 497            | 88,4               | 21 231             | 9,4                | 1 481              | 0,7                | nebyli na lístku   | nebyli na lístku   | nebyli na lístku   | nebyli na lístku   | nebyli na lístku   | nebyli na lístku   | 3 494              | 1,5                |                          |     |     |  |
| 21. května             | Kentucky                  | 215 044            | 85,0               | 16 232             | 6,4                | 900                | 0,4                | 7 803              | 3,1                | 1 640              | 0,7                | nebyl na lístku    | nebyl na lístku    | 11 445             | 4,5                |                          |     |     |  |
| 21. května             | Oregon                    | 293 425            | 91,6               | nebyli na lístku   | nebyli na lístku   | nebyli na lístku   | nebyli na lístku   | nebyli na lístku   | nebyli na lístku   | nebyli na lístku   | nebyli na lístku   | nebyli na lístku   | nebyli na lístku   | 27 043             | 8,4                |                          |     |     |  |
| 4. června              | Montana                   | 165 678            | 90,9               | nebyli na lístku   | nebyli na lístku   | nebyli na lístku   | nebyli na lístku   | nebyli na lístku   | nebyli na lístku   | nebyli na lístku   | nebyli na lístku   | nebyli na lístku   | nebyli na lístku   | 16 570             | 9,1                |                          |     |     |  |
| 4. června              | New Jersey                | 300 919            | 97,2               | nebyli na lístku   | nebyli na lístku   | nebyli na lístku   | nebyli na lístku   | nebyli na lístku   | nebyli na lístku   | nebyli na lístku   | nebyli na lístku   | nebyli na lístku   | nebyli na lístku   | 8 796              | 2,8                |                          |     |     |  |
| 4. června              | Nové Mexiko               | 78 999             | 84,5               | 8 054              | 8,6                | nebyli na lístku   | nebyli na lístku   | nebyli na lístku   | nebyli na lístku   | 886                | 0,9                | nebyl na lístku    | nebyl na lístku    | 5 558              | 5,9                |                          |     |     |  |
| Zrušené                | Delaware                  | primárky zrušené   | primárky zrušené   | primárky zrušené   | primárky zrušené   | primárky zrušené   | primárky zrušené   | primárky zrušené   | primárky zrušené   | primárky zrušené   | primárky zrušené   | primárky zrušené   | primárky zrušené   | primárky zrušené   | primárky zrušené   | primárky zrušené         |     |     |  |
| Zrušené                | Jižní Dakota              | primárky zrušené   | primárky zrušené   | primárky zrušené   | primárky zrušené   | primárky zrušené   | primárky zrušené   | primárky zrušené   | primárky zrušené   | primárky zrušené   | primárky zrušené   | primárky zrušené   | primárky zrušené   | primárky zrušené   | primárky zrušené   | primárky zrušené         |     |     |  |

#### Hlasy od delegátů
| Datum konání           | Stát                      | Donald Trump | Nikki Haleyová | Ron DeSantis | Vivek Ramaswamy |   |   |
| ---------------------- | ------------------------- | ------------ | -------------- | ------------ | --------------- | - | - |
| Datum konání           | Stát                      | 15. ledna    | Iowa           | 20           | 8               | 9 | 3 |
| 23. ledna              | New Hampshire             | 13           | 9              | —            | —               |   |   |
| 8. února               | Nevada (caucus)           | 26           | —              | —            | —               |   |   |
| 8. února               | Americké Panenské ostrovy | 4            | —              | —            | —               |   |   |
| 24. února              | Jižní Karolína            | 47           | 3              | —            | —               |   |   |
| 27. února              | Michigan (primárky)       | 12           | 4              | —            | —               |   |   |
| 2. března              | Michigan (caucus)         | 39           | —              | —            | —               |   |   |
| 2. března              | Idaho                     | 32           | —              | —            | —               |   |   |
| 2. března              | Missouri                  | 54           | —              | —            | —               |   |   |
| 1. až 3. března        | D.C.                      | —            | 19             | —            | —               |   |   |
| 4. března              | Severní Dakota            | 29           | —              | —            | —               |   |   |
| 5. března (Superúterý) | Alabama                   | 50           | —              | —            | —               |   |   |
| 5. března (Superúterý) | Aljaška                   | 29           | —              | —            | —               |   |   |
| 5. března (Superúterý) | Arkansas                  | 39           | 1              | —            | —               |   |   |
| 5. března (Superúterý) | Colorado                  | 24           | 12             | —            | —               |   |   |
| 5. března (Superúterý) | Kalifornie                | 169          | —              | —            | —               |   |   |
| 5. března (Superúterý) | Maine                     | 20           | —              | —            | —               |   |   |
| 5. března (Superúterý) | Massachusetts             | 40           | —              | —            | —               |   |   |
| 5. března (Superúterý) | Minnesota                 | 27           | 12             | —            | —               |   |   |
| 5. března (Superúterý) | Oklahoma                  | 43           | —              | —            | —               |   |   |
| 5. března (Superúterý) | Severní Karolína          | 62           | 12             | —            | —               |   |   |
| 5. března (Superúterý) | Tennessee                 | 58           | —              | —            | —               |   |   |
| 5. března (Superúterý) | Texas                     | 161          | —              | —            | —               |   |   |
| 5. března (Superúterý) | Utah                      | 40           | —              | —            | —               |   |   |
| 5. března (Superúterý) | Vermont                   | 8            | 9              | —            | —               |   |   |
| 5. března (Superúterý) | Virginie                  | 42           | 6              | —            | —               |   |   |
| 8. března              | Americká Samoa            | 9            | —              | —            | —               |   |   |
| 12. března             | Georgie                   | 59           | —              | —            | —               |   |   |
| 12. března             | Havaj                     | 19           | —              | —            | —               |   |   |
| 12. března             | Mississippi               | 40           | —              | —            | —               |   |   |
| 12. března             | Washington                | 43           | —              | —            | —               |   |   |
| 15. března             | Severní Mariany           | 9            | —              | —            | —               |   |   |
| 16. března             | Guam                      | 9            | —              | —            | —               |   |   |
| 19. března             | Arizona                   | 43           | —              | —            | —               |   |   |
| 19. března             | Florida                   | 125          | —              | —            | —               |   |   |
| 19. března             | Illinois                  | 64           | —              | —            | —               |   |   |
| 19. března             | Kansas                    | 39           | —              | —            | —               |   |   |
| 19. března             | Ohio                      | 79           | —              | —            | —               |   |   |
| 23. března             | Louisiana                 | 47           | —              | —            | —               |   |   |
| 2. dubna               | Connecticut               | 28           | —              | —            | —               |   |   |
| 2. dubna               | New York                  | 91           | —              | —            | —               |   |   |
| 2. dubna               | Rhode Island              | 17           | 2              | —            | —               |   |   |
| 2. dubna               | Wisconsin                 | 41           | —              | —            | —               |   |   |
| 18. až 20. dubna       | Wyoming                   | 29           | —              | —            | —               |   |   |
| 21. dubna              | Portoriko                 | 23           | —              | —            | —               |   |   |
| 23. dubna              | Pensylvánie               | 64           | —              | —            | —               |   |   |
| 7. května              | Indiana                   | 58           | —              | —            | —               |   |   |
| 14. května             | Maryland                  | 37           | —              | —            | —               |   |   |
| 14. května             | Nebraska                  | 36           | —              | —            | —               |   |   |
| 14. května             | Západní Virginie          | 32           | —              | —            | —               |   |   |
| 21. května             | Kentucky                  | 46           | —              | —            | —               |   |   |
| 21. května             | Oregon                    | 31           | —              | —            | —               |   |   |
| 4. června              | Montana                   | 31           | —              | —            | —               |   |   |
| 4. června              | New Jersey                | 12           | —              | —            | —               |   |   |
| 4. června              | Nové Mexiko               | 22           | —              | —            | —               |   |   |
| Zrušené                | Delaware                  | 16           | —              | —            | —               |   |   |
| Zrušené                | Jižní Dakota              | 29           | —              | —            | —               |   |   |

## Kandidáti

### Nominant
| Jméno        | Datum a místo narození           | Zkušenosti                                                            | Zahájení kampaně   | Domovský stát | Kampaň | Počet delegátů | Získané státy | Počet hlasů          | Spolukandidát | Poznámky      |
| ------------ | -------------------------------- | --------------------------------------------------------------------- | ------------------ | ------------- | ------ | -------------- | --- | -------------------- | ------------- | ------------- |
| Donald Trump | 14. června 1946 Queens, New York | Prezident USA (2017–2021) Předseda The Trump Organization (1971–2017) | 15. listopadu 2022 | Florida       | Kampaň | 2268           | 54 (AK, AL, AR, AS, AZ, CA, CO, CT, DE, FL, GA, GU, HI, IA, ID, IL, IN, KS, KY, LA, MA, MD, ME, MI, MN, MO, MP, MS, MT, NC, ND, NE, NH, NJ, NM, NV, NY, OH, OK, OR, PA, PR, RI, SC, SD, TN, TX, UT, VA, VI, WA, WI, WV, WY) | 17 015 756 (76,42 %) | J. D. Vance   | [ 20 ] [ 21 ] |

### Odstoupili během primárek
| Jméno           | Datum a místo narození                 | Zkušenosti | Zahájení kampaně  | Ukončení kampaně                 | Domovský stát  | Kampaň | Počet delegátů | Získané státy | Počet hlasů         | Poznámky                    |
| --------------- | -------------------------------------- | --- | ----------------- | -------------------------------- | -------------- | ------ | -------------- | ------------- | ------------------- | --------------------------- |
| Nikki Haleyová  | 20. ledna 1972 Bamberg, Jižní Karolína | Velvyslankyně USA při OSN (2017–2018) Guvernérka Jižní Karolíny (2011–2017) Členka Sněmovny reprezentantů Jižní Karolíny (2005–2011)         | 4. dubna 2023     | 6. března 2024                   | Jižní Karolína | Kampaň | 97             | 2 (DC, VT)    | 4 381 799 (19,68 %) | [ 25 ] [ 26 ] [ 27 ]        |
| Ryan Binkley    | 19. listopadu 1967 Columbus, Georgie   | Výkonný ředitel Generation Equity Group (od 2006)                                                                                            | 24. dubna 2023    | 27. února 2024 (podpořil Trumpa) | Texas          | Kampaň | 0              | žádné         |                     |                             |
| E. W. Jackson   | 13. ledna 1952 Chester, Pensylvánie    | Kandidát na viceguvernéra Virginie v roce 2013                                                                                               | 17. července 2023 | 23. ledna 2024 (podpořil Trumpa) | Virginie       | Kampaň | 0              | žádné         |                     |                             |
| Ron DeSantis    | 14. září 1978 Jacksonville, Florida    | Guvernér Floridy (od 2019) Člen Sněmovny reprezentantů za Floridu (2013–2018)                                                                | 24. května 2023   | 21. ledna 2024 (podpořil Trumpa) | Florida        | Kampaň | 9              | žádné         | 353 615 (1,6 %)     | [ 34 ] [ 35 ]               |
| Asa Hutchinson  | 3. prosince 1950 Bentonville, Arkansas | Guvernér Arkansasu (2015–2023) Náměstek ministra pro vnitřní bezpečnost (2003–2005) Správce Úřadu pro kontrolu obchodu s drogami (2001–2003) | 6. dubna 2023     | 16. ledna 2024                   | Arkansas       | Kampaň | 0              | žádné         | 22 044 (0,1 %)      | [ 36 ] [ 38 ]               |
| Vivek Ramaswamy | 9. srpna 1985 Cincinnati, Ohio         | Výkonný předseda Strive Asset Management (2022–2023) Výkonný ředitel Roivant Sciences (2014–2021)                                            | 21. února 2023    | 15. ledna 2024 (podpořil Trumpa) | Ohio           | Kampaň | 3              | žádné         | 96 954 (0,4 %)      | [ 39 ] [ 40 ] [ 41 ] [ 42 ] |

### Odstoupili před primárkami
| Jméno           | Datum a místo narození                         | Zkušenosti | Domovský stát  | Zahájení kampaně   | Ukončení kampaně                   | Kampaň | Poznámky      |
| --------------- | ---------------------------------------------- | --- | -------------- | ------------------ | ---------------------------------- | ------ | ------------- |
| Chris Christie  | 6. září 1962 Newark, New Jersey                | Guvernér New Jersey (2010–2018) Prezidentský kandidát v roce 2016 Státní zástupce obvodu New Jersey (2002–2008)                                      | New Jersey     | 6. června 2023     | 10. ledna 2024                     | Kampaň | [ 44 ]        |
| Doug Burgum     | 1. srpna 1956 Arthur, Severní Dakota           | Guvernér Severní Dakoty (od 2016) viceprezident Microsoft Business Solutions Group (2002–2007) Prezident Great Plains Software (1984–2001)           | Severní Dakota | 7. června 2023     | 4. prosince 2023                   | Kampaň | [ 47 ]        |
| Tim Scott       | 19. září 1965 North Charleston, Jižní Karolína | Senátor za Jižní Karolínu (od 2013) Člen Sněmovny reprezentantů za Jižní Karolínu (2011–2013) Člen sněmovny reprezentantů Jižní Karolíny (2009–2011) | Jižní Karolína | 19. května 2023    | 12. listopadu 2023                 | Kampaň | [ 49 ]        |
| Mike Pence      | 7. června 1959 Columbus, Indiana               | 48. viceprezident USA (2017–2021) Guvernér Indiany (2013–2017) Člen Sněmovny reprezentantů za Indianu (2001–2013)                                    | Indiana        | 5. června 2023     | 28. října 2023                     | Kampaň | [ 51 ]        |
| Larry Elder     | 27. dubna 1952 Los Angeles, Kalifornie         | Moderátor pořadu The Larry Elder Show (1993–2022) Kandidát na guvernéra Kalifornie v odvolaných volbách 2021                                         | Kalifornie     | 20. dubna 2023     | 26. října 2023(podpořil Trumpa)    | Kampaň | [ 53 ]        |
| Perry Johnson   | 23. ledna 1948 Dolton, Illinois                | Zakladatel společnosti Perry Johnson Registrar (od 1994) Diskvalifikovaný kandidát na guvernéra Michiganu 2022                                       | Michigan       | 2. března 2023     | 20. října 2023 (podpořil Trumpa)   | Kampaň | [ 55 ] [ 56 ] |
| Corey Stapleton | 17. září 1967 Seattle, Washington              | Státní tajemník Montany (2015–2021) Senátor Montany (2001–2009)                                                                                      | Montana        | 18. listopadu 2022 | 13. října 2023                     | Kampaň |               |
| Will Hurd       | 19. srpna 1977 San Antonio, Texas              | Člen Sněmovny reprezentantů za Texas (2015–2021) | Texas          | 22. června 2023    | 9. října 2023 (podpořil Haleyovou) | Kampaň | [ 60 ]        |
| Steve Laffey    | 1962 Warwick, Rhode Island                     | Starosta Cranstonu (2003–2007) | Rhode Island   | 2. února 2023      | 6. října 2023                      | Kampaň |               |
| Francis Suarez  | 6. října 1977 Miami, Florida                   | Starosta Miami (od 2017) Člen městské rady Miami (2009–2017)                                                                                         | Florida        | 14. června 2023    | 29. srpna 2023                     | Kampaň | [ 64 ] [ 65 ] |